# Мекенська
Мекенська (рос. Мекенская) — станиця у Наурському районі Чечні Російської Федерації.
Населення становить 3860 осіб. Входить до складу муніципального утворення Мекенське сільське поселення.

## Історія
Згідно із законом від 14 липня 2008 року органом місцевого самоврядування є Мекенське сільське поселення.

## Населення
| 1926 | 1990  | 2002  | 2010  |
| ---- | ----- | ----- | ----- |
| 2466 | ↗2722 | ↗2989 | ↗3860 |